# Državna cesta D318
D318 je državna cesta u Hrvatskoj. Ukupna duljina iznosi 6 km.

## Naselja
- Predavac
- Klokočevac
- Nove Plavnice
- Bjelovar